# آتشفشان ال واله
آتشفشان ال واله (به اسپانیایی: Volcán El Valle) یک کوه در پاناما است که در پاناما واقع شده‌است. آتشفشان ال واله ۱٬۱۸۵ متر بالاتر از سطح دریا واقع شده‌است.